# جامع طارق بن زياد
جامع طارق بن زياد يقع في العاصمة دمشق في منطقة ركن الدين، يعد عبد الفتاح البزم خطيباً له.